# Hvor smiler fager den danske Kyst
"Hvor smiler fager den danske Kyst" eller "Danmarkssangen" er et digt af Johannes V. Jensen.
Den mest kendte melodi er af Oluf Ring, men også Christopher har arbejdet med en melodi.

## Tekst
Digtet har syv strofer med hver otte verselinjer med rimskemaet aBaBCdCd.
De fire første verselinjer veksler mellem ni og ti stavelser, mens de fire sidste veksler mellem fem og fire.
Digtet er skrevet i stevrytme.

### Tilblivelse
Digtet blev skabt i juni og juli 1925 i flere omgange.
De første to strofer forekommer som en del af artiklen "Ved Midsommertid" udgivet den 28. juni 1925 i Social-Demokraten.
Manuskriptet til de to linjer er påtegnet 23. juni 1925.
Senere kommer 3., 4., 5., 7. til, og den nu seksstrofede sang blev trykt den 12. juli 1925 i samme avis.
6. strofe kom efter en brevveksling mellem Johannes V. Jensen og direktør Frederik Hegel. Hegel havde i et brev dateret den 20. juli 1925 en opfordring.
Den 23. juli 1925 svarer Johannes V. Jensen med 6. strofe.
Den 2. september 1925 blev 5. og 6. strofe trykt i tidsskriftet Frem med titlen "Fædrenes Spor".
Alle syv strofer blev samlet og udgivet i Aarets Højtider den 31. oktober 1925.

### Ordforklaring
Syvende strofe har en forvirrende verselinje: "de gamle lig, som mod søen stunded".
Ordet "lig" betyder "ligesom". Linjen betyder "ligesom de gamle danskere, der længtes mod havet."
Den mærkværdige sproglige konstruktion har været citeret sarkastisk.
Andre ord og fraser kan behøve forklaring: fager, tilforn, luder, "med grønsvær tækket", Skærsommer, "fortoner sig", Alfarvej, Spaan, sande, Agt.
"Fager" kan betyde dejlig, vidunderlig eller smuk.
Ordet er usædvanligt ved at eksistere i to forskellige former, både som fager og som favr.
Den sidste form ser man i B.S. Ingemanns digte "Nu titte til hinanden de favre blomster små" og "Dejlig er jorden"'s "Gennem de favre riger på jorden".

### Havstroferne
Baggrunden for de to første strofer var en vandreferie i Hardanger med sønnen Villum Jensen og Oluf Friis i juni 1925.
Hjemrejsen fra Norge skete med færge, hvor også Sporvejsfunktionærernes Sangforening var med. Både lederen, den socialdemokratiske politiker A.C. Meyer, og dirigenten overkantor Louis Clausen.
Dem tilegnede Johannes V Jensen de to strofer.
Jensen så stroferne som et sidestykke til Bjørnstjerne Bjørnsons norske fædrelandssang "Ja, vi elsker dette landet" og så den som "en Sang at synge, naar man vender hjem til Danmark" og "saadan som Dansk-Amerikaneren ser det naar han vender hjem og staar med Skibet ind gennem Øresund."
Specielt første strofe med "Kronborg luder ved Sjællands Port" knytter sig til indsejling nordfra gennem Øresund.
Tiden omkring digtets tilblivelse var præget af dansk-amerikanske begivenheder.
I begyndelse af 1920'erne fostredes en idé blandt dansk-amerikanere om et københavnsk monument.
Efter en indsamling verden over blandt udlandsdanskere og flere forhandlinger blev billedhuggeren Anders Bundgaards forslag om det gravhøj-lignende monument Mindehøjen i Søndermarken indviet den 8. august 1925.
Foruden Danmark er de eneste stednavne der nævnes Kronborg (første vers), Sjælland (første og andet vers) og eventuelt Sundet (Øresund, første vers).
Det fik Tom Kristensen til at mene (i en anmeldelse fra den 27. oktober 1926), at der var tale om en hymne til Sjælland, og spurgte, om den jysk-fødte Johannes V. Jensen nu ville "af jyske Patrioter beskyldes for Frafald og Forræderi?".
Hvor smiler fager den danske Kyst

og breder Favnen, naar solklar Bølge

og Sommerskyer og Skib med Lyst

staar Sundet ind i hinandens Følge

    og Kronborg luder

    ved Sjælands Port

    mod hvide Skuder —

    hvor lyst! Hvor stort!

Mod Søen stunded vor Sjæl tilforn

Men Bølgen brød med en Røst derude

som Vindens Rislen i Danmarks Korn —

da vendte mangen paany sin Skude.

    Den grønne Ager

    paa Sjælands Bryst!

    Hvor smiler fager

    den dansk Kyst!
Ordet Rislen er et kentaurnominal.

### Landstroferne
I tredje og fjerde strofe flyttes fokus til det danske land, en naturbeskrivelse med mark, byg, rug, hvede, høduft, eng, å, lærke og "vilde Blomster ved Grøften", omend "den danske Kyst" og "Sø og Strand" også nævnes.
Tredje strofe har en vægtning mod det kultiverede danske landskab med mark, byg, rug og hvede, mens fjerde strofe vægter mod den vilde danske natur med eng, å, lærke og vilde blomster.
De nævnte konsorter rug, hvede og byg er dem med størst forekomst i Højskolesangbogen.
Stroferne tre og fire blev benyttet under forteksterne til Morten Korch-filmatiseringen De røde heste fra 1950, der ellers har musik af Sven Gyldmark.
Denne del af filmen er en panoramascene med Tove Maës i rollen som Bente slentrende i kuperet terræn ved en dansk bondegård, og efter et forspil istemmes tredje strofes "Den danske mark i en bølgen går" af et mandskor.
Henning Karmark forklarede dette valg i interview:
| „ | Jeg har aldrig gjort mig til, at jeg ville lave samfundsrevsende eller dybt kunstneriske film. Jeg lavede film for forretnings skyld. De gode fik deres belønning og de onde deres straf, og der var meget både dansk humor og — en ting der var meget populær dengang — dansk natur. Det var mig, der fik den idé at lægge Aksel Schiøtz ind under forteksterne med "Hvor smiler fager den danske kyst". Og den slags ting. Så det blev — en slags alsang. | “ |

Året efter blev ideen med en fædrelandssang under forteksterne på en Morten Korch-film gentaget. Da i Det gamle guld hvor Aksel Schiøtz lagde stemme til H.C. Andersens og Henrik Rungs "I Danmark er jeg født".

### Arkæologistroferne
Den seks-strofede version blev til i forbindelse med et stort folkemøde den 12. juli 1925 på Kalø til fordel for Nationalmuseet, hvor Johannes V. Jensen talte.
Hvor første til fjerde strofer er præget af konstative sproghandlinger er der i femte og sjette strofer regulative sproghandlinger med en række bydeformer: "forglem dem ej!", "Bevar din arv!" og "Vil selv du fatte / dit væsens rod, / skøn på de skatte, / de efterlod!".
Femte strofes formaning "Bevar din Arv!" kan ses i sammenhæng med diskussionen om gravhøjenes bevaring i Danmark.
Danmarks Naturfredningsforening agiterede i 1925 for en tvangsfredning af gravhøje, der ellers havde været udsat for ødelæggelser.
Det førte frem til naturfredningsloven af 1937.
"Bevar din Arv!" var titlen på en bog som Skov- og Naturstyrelsen udsendte i 1989 i 50-året for loven.
En anmelder af bogen havde måske ikke set referencen til strofen og kaldte titlen "sært spejderklingende".
"Ideen om bondestanden som det bærende element i danske kultur og historie" udtrykkes i sjette strofe, hvor linjen "Med flint har oldbonden tømret, kriget" læses.

### Den rejsendes strofe
Den sidste strofe henvender sig til den danske emigrant eller udrejsende med et "du" ("Men du der søgte mod fremmed Strand").
Men du der søgte mod fremmed Strand

de Gamle lig, som mod Søen stunded,

hver Gang du genser det gamle Land,

skal sande, her blev dit Hjerte bundet.

    Thi dybe Minder

    og gammel Agt

    og milde Kvinder -

    hvor har de Magt! 

### Kvindeligt tema
Der er et kvindeligt tema i digtet, måske især i digtets konklusion "og milde Kvinder / hvor har de Magt".
Aage Jørgensen bemærker en erotisering i første og tredje strofe, hvor kysten "smiler fager" og "breder Favnen", mens marken bølger "som Aandedræt af en venlig kvinde" og "Vinden iler / til Hvedens Bryst".
I Kaj Munks anmeldelse fra den 21. februar 1943 vendte han sig mod Danmarkssangen og fandt, at den udbredte sig "om alt det kvindagtige ved Danmark".
I sin tale på Kalø i 1925 kommenterede Johannes V. Jensen også det "kvindelige" i Danmark og kontrasten til, hvad han så som et maskulint Norge:
| „ | Søger man et Temperament deri genkalder det en Kvinde, i Modsætning til det maskuline Norge, hvis Fylgje aldrig kunde tænkes som kvindelig. Danmark synes en Kvinde. Netop derfor elsker vi det milde Land. | “ |

Sammenligningen af Danmark med en kvinde kan også ses i Mogens Lorentzens fædrelandssang "Mor Danmark" fra 1937.

## Melodi
Flere komponister har skrevet melodi til digtet.
Louis Clausens melodi blev udgivet den 19. juli 1925 i Social-Demokraten.
Digtet havde da stadig ikke sin fulde længde.
I 1929 kom en version af Johannes Andersen udgivet af Wilhelm Hansen under nummeret 18813 og gengivet i bogen Danske Myter.
Fra 1929 stammer også Herman Sandbys version.
I 1934 kom Ad. Riis Magnussens, Aage Pagh Hansens trykt 1935, Finn Høffdings i 1941, Johannes Kielland Brandt, utrykt og dateret januar 1943.
Derudover findes en version af Ludvig Rantzau Meyer.
Blandt de første større sammenhænge hvor "Hvor smiler fager den danske Kyst" hørtes, skulle være et landssangerstævne for Arbejder-Sangkorenes Landsforbund den 13. og 14. juni 1926 i København hvor 1.200 arbejdersangere deltog.
I et brev af 31. januar 1927 fra Johannes V. Jensen til skovrider Poul Lorenzen i forbindelse med Rebildfesten anmodede Jensen om, at man benyttede Johannes Andersens melodi frem for Clausens: "[...] jeg ved man fra anden Side søger at holde ham ude (en Melodi af Louis Clausen kan jeg ikke anerkende som den rigtige til min Tekst)".

### Olaf Ring
Olaf Rings version er dateret til den 15. maj 1935 og udkom i Arbejdersangbogen i 1936.
Den har klart fortrængt de andre versioner.
Rings melodi er i tre-fjerdelstakt.
Digtets første linje får sin egen melodifrase, hvor melodien hovedsageligt holder sig til durtreklangens toner.
De fire første toner kan give en fjern mindelse om det berømte begyndelsesmotiv i Ludwig van Beethovens 5. symfoni: begge begyndende med tre ottendedelstoner på kvinten, efterfulgt af en længere tone på tertsen.
I Beethovens motiv er der dog tale om et faldende interval med en stor terts i mol, mens det for Rings vedkommende gælder, at det faldende interval er en lille terts i dur.
For anden linjes vedkommende varieres første linje først med en slags inversion, opadgående fra kvinten til tonika, med frasen afsluttende på kvinten igen.
I denne frase når melodien op på den højeste tone, således at melodiens ambitus bliver en stor none.
Digtets tredje og fjerde verselinje gentages med melodifraserne fra første og anden linjer.
Herefter fortsætter resten af melodien, B-stykket, med en melodilinje, der næsten udelukkende består af sekundintervaller, to bue-bevægelser op-ned-op-ned, med undtagelse af sidste interval (en terts), hvor den sidste tone lander på tonika, der også er melodiens dybeste tone.
Hver frase i B-stykket begynder som A-stykket med tre ottendedelstoner.
Georg Metz har kaldt den en "lyst, bredt fremadskridende melodi",
og Højskolesangbogens kommentarer knytter "lethed og fremdrift i udførelsen" til de tre frase-startende ottendedelsnoder.
Optakten med tre ottendedelstoner betyder også, for B-stykkets vedkommende, at der betones på enderimene, i første strofe luder, port, skuder og stort, som ellers ville være i midten af den melodiske frase.
Melodien har en fermat efter anden og fjerde linje på en ottendedelsnode.
Her kan sangeren trække vejret.
I en kommentar til Højskolesangbogens udgave skrives, at en moderne komponist nok her ville have valgt at at skifte til 4/4-takt "men skiftende taktarter var ikke velset på Rings tid".
Fermaten ses dog ikke i 9. udgave af Folkehøjskolens Melodibog eller Wilhelm Hansens Sangbogen,
og George Metz hævder at "der oprindeligt rent faktisk ikke er pause", og argumenterer at "Det er vigtigt for sangens fremadskridende karakter også af agiterende digt at rette sig efter noderne og ikke falde for en dårlig vane."

### Christopher
En modernisering af "Hvor smiler fager den danske Kyst" stod den danske sanger Christopher for i 2016. Til en udgave af DR's tv-program Vi ses hos Clement fik han som opgave at skrive en ny melodi. Melodien blev skrevet i løbet af en aften og Christopher udtalte: "Det var svært, fordi det er et digt, og melodien er den samme hele vejen igennem uden et omkvæd. Jeg tog det fedeste fra teksten og det, jeg kunne forstå, og så bryggede jeg på det."
Christopher ændrer radikalt på verselinjernes orden, udelader mange verselinjer og benytter en todelt vers-omkvæd-struktur: Den første halvdel af første strofe bliver til Christophers første vers. Herefter følger første halvdel af anden strofe som andet vers. Omkvædet kommer til at bestå af første halvdel af tredje strofe og første halvdel af syvende strofe. Efter første gennemsang af omkvædet følger første halvdel af fjerde strofe som tredje vers i sangen. Omkvædet gentages, og som afslutning gentages verselinjen "skal sande, her blev dit Hjerte bundet".

## Udgivelser
I bogform udkom digtet i Johannes V. Jensens digt- og essaysamling Aarets Højtider fra 1925.
Året efter blev det også trykt i hans digtsamling Verdens Lys.
Herefter også i Udvalgte Digte fra 1929, i Danske Myter samme år, to opsamlende digtsamlinger under den samme titel Digte fra henholdsvis 1943 og 1948.
Et håndskrift er i Det Kongelige Biblioteks besiddelse.
Engelske versioner af digtet forekommer som Charles Wharton Storks "Denmark Song" i A Second Book of Danish Verse fra 1947 og som Johannes Knudsens "The Danish Coast-Line Is Bright with Smiles" i A Heritage in Song fra 1978.
Som fædrelandssang er sangen optaget i adskillige sangbøger.
Den vandt hurtigt indpas.
I Højskolesangbogen har sangen været siden 12. udgave fra 1933 og findes således i udgaverne fra 1939, 1951, 1964, 1974, 1989 og 2006.
Den er en blandt de femten sange med tekst af Johannes V. Jensen som gennem tiderne har været optaget i i Højskolesangbogen.
Rings melodi finder man i Folkehøjskolens Melodibog.
I 9. udgave er den sat i C-dur med klaverarrangement og becifring.
To år efter Rings komposition var "Hvor smiler fager den danske Kyst" at finde i Sanghefte for Historisk Samfund for Ribe Amt fra 1937.
Sangen kom også med i Kongesangbogen udsendt i forbindelse med Christian den 10.'s 70 års fødselsdag den 26. september 1940.
Sangbogen 555 Sange har sangen i afsnittet "Landet" og i C-dur,
mens Edition Wilhelm Hansens Sangbogen har den i afsnittet "nyere dansk" med becifring og også i C-dur.

## Indspilninger
I 2006 kunne 60 indspilninger af Olaf Rings version identificeres,
og siden er der kommet flere til.
DR har indspillet flere korversioner af Rings version:
DR PigeKoret (2017) dirigeret af Phillip Faber
og DR VokalEnsemblet (2018) dirigeret af Bo Holten.
Derudover er korversioner indspillet af Canzone Vokalensemble (1991),
Lille MUKO (2001)
Akademisk Kor Århus (2017)
og to gange af Ars Nova Copenhagen: første gang i 1992 dirigeret af Bo Holten,
anden gang i 1999 dirigeret af Tamás Vetö.
Flere solistversioner af Rings version findes:
Solisten Lars fra DR Drengekor indspillede sin i 1970.
Sigurd Barrett, Pernille Bach
Maria Hiort Petersen
og Torben Jørgensen
har hver indspillet versioner.
Med Ove Verner Hansen eksisterer to versioner: en fra 1980 med Det Kongelige Kapel
og en fra 1983 med Niels Bondesen på klaver.
Pia Raugs version med pianisten Steve Dobrogosz findes på albummet Hjertesproget fra 1993.
Raug synger i F-dur og Dobrogosz spiller et f på klaveret som en slags bordun.
I en fusionsgenre af jazz, visesang og klassisk støttes sangerinden Maria Hiort Petersen af jazzguitaristen Jacob Fischer og den klassiske violinist Lars Bjørnkjær i en version af sangen, der blev udgivet på albummet Danske Sange - Sommer den 15. april 2003.
Daimi har også indspillet en jazzet version.
Christopher sang sin version akkompagneret af sig selv på guitar i en udgave af Vi ses hos Clement i 2016.
Videooptagelsens online-version blev bemærket af Gaffa.
Christophers version blev også sunget i Kanal 5's sangkonkurrence Voice Junior af den 12-årige Mille i 2019.
I Vi ses hos Clement-versionen synger Christopher "igennem engen en sø sig slynger", måske en ændring der ikke var tilsigtet og Mille ændrer det tilbage til det oprindelige "igennem engen en å sig slynger".
Henrik Platz moderne version findes på Nu kommer lyset. Musikalske nyfortolkninger af Johannes V. Jensens naturdigt.

## Vurdering
Fra sidst i 1930'erne var sangen folkeje, og det er Johannes V. Jensens eneste "indiskutable bidrag" til fædrelandslyrikken.
Andre af Jensens digte der kredser om fædrelandet som "Sønner af de Slagne" og "De Danske taalte ikke Tvang" er ikke nær blevet folkeeje.
Georg Metz fandt at digtet "vel er et af de mest kærlighedsfulde og storslåede digte, der er sat på print om det danske land og folk".
"Pragtfuld melodi" mente Søren Kassebeer om Rings version.
Georg Metz hævder, at "Under besættelsen kunne man næppe finde et alsangsprogram, hvor denne sang ikke var medtaget".
Den indgik dog ikke i programmet for det første af besættelsestidens alsangsstævner, — et arrangement der fandt sted i Aalborg den 4. juli 1940.
Heller ikke ved alsangsstævnet den 14. august 1940 i Fælledparken var den at finde.
Ved Berlingske Tidendes læserafstemning i slutningen af det 20. århundrede om "århundredets danske sang" var "Hvor smiler fager den danske Kyst" blandt de 25 norminerede.
Ved den endelige afstemning kom sangen ind som nummer fem.
Sangen var mere populær hos de ældre end de yngre.
Hos ældre læsere var den nævnt af 12 % og kun overgået af "Danmark nu blunder" med 18 %, mens hos den yngre gruppe af læsere var den blot nævnt af 5 %, hvilket svarede til en tiendeplads.
Ved DR P2's lytteres afstemning i 2015 over danske sange blev den stemt ind som nummer 22.
I 2018 kom den på en liste over de 100 populæreste sange fra Højskolesangbogen.
Ved en afstemning i 2021 blandt Kristelig Dagblads læsere over de bedste danske sange var sangen nede på en 37. plads.

## Andre værker
Kaj Munks otte-strofede digt "Hvor mørkt, hvor stort" imiterer "Hvor smiler fager den danske Kyst".
Munks digt har samme versefødder (og kan derfor synges til samme melodi), samme rimskema og begynder endda med samme ord ("Hvor") og samme enderim ("Kyst"):
Hvor mørk du ligger, du danske Kyst,

mod skumhvidt Hav som i Trods du sortner!

hvor lav, som krummer du dig til Dyst,

mens Blæst og Bølger imod dig tordner.

Foruden Bjærge

til Skjoldehvælv

du ved, at værge

du må dig selv.
Frasen "Hvor smiler fager" er benyttet til titlen for Mette Winges bog Hvor smiler fager : en litterær danmarksguide.